# 斉藤秀夫
斉藤 秀夫（さいとう ひでお、1967年8月23日 - ）は、ソフトウェア開発者。秀丸エディタ、秀丸メール などのシェアウェアの開発者で、有限会社サイトー企画の代表。日本のパソコン通信全盛期からインターネット草創期にかけての代表的なシェアウェア作家である。

## 経歴
1967年8月23日、福井県鯖江市生まれ。もともと数学や論理思考が得意で、中学3年生の時にPC-6001のBASICでプログラミングに熱中する。
1988年、福井工業高等専門学校の機械工学科を卒業。富士通に就職して大型コンピュータのソフトウェア開発部門に配属され、OS/2対応アプリケーションの開発を手がける。
1991年に斉藤が個人用にPC/AT互換機を購入した際、通信ソフトやテキストエディタがまだ揃っていないと感じてWindows 3.0用ソフトウェアの開発を始めた。富士通在職中は、秀まるおのハンドルを用い、通信ソフト「秀Term」（1992年）やテキストエディタ「秀丸エディタ」（1993年）をはじめとする秀丸シリーズをシェアウェアとしてパソコン通信上で公開。
1993年、斉藤はシェアウェアのサポートで多忙になったため富士通を退職し、もう1人の同僚と鯖江市に里帰りして有限会社サイトー企画を設立。本格的にシェアウェア開発を行い、1994年度の売り上げは1億2000万円、ピーク時の1996年から1998年には年間で1億5000万円を超えた。
その後は事業規模を据え置きのまま、2022年現在、秀丸シリーズのソフトウェアを開発・サポートを継続している。